# Aroser Schlitten

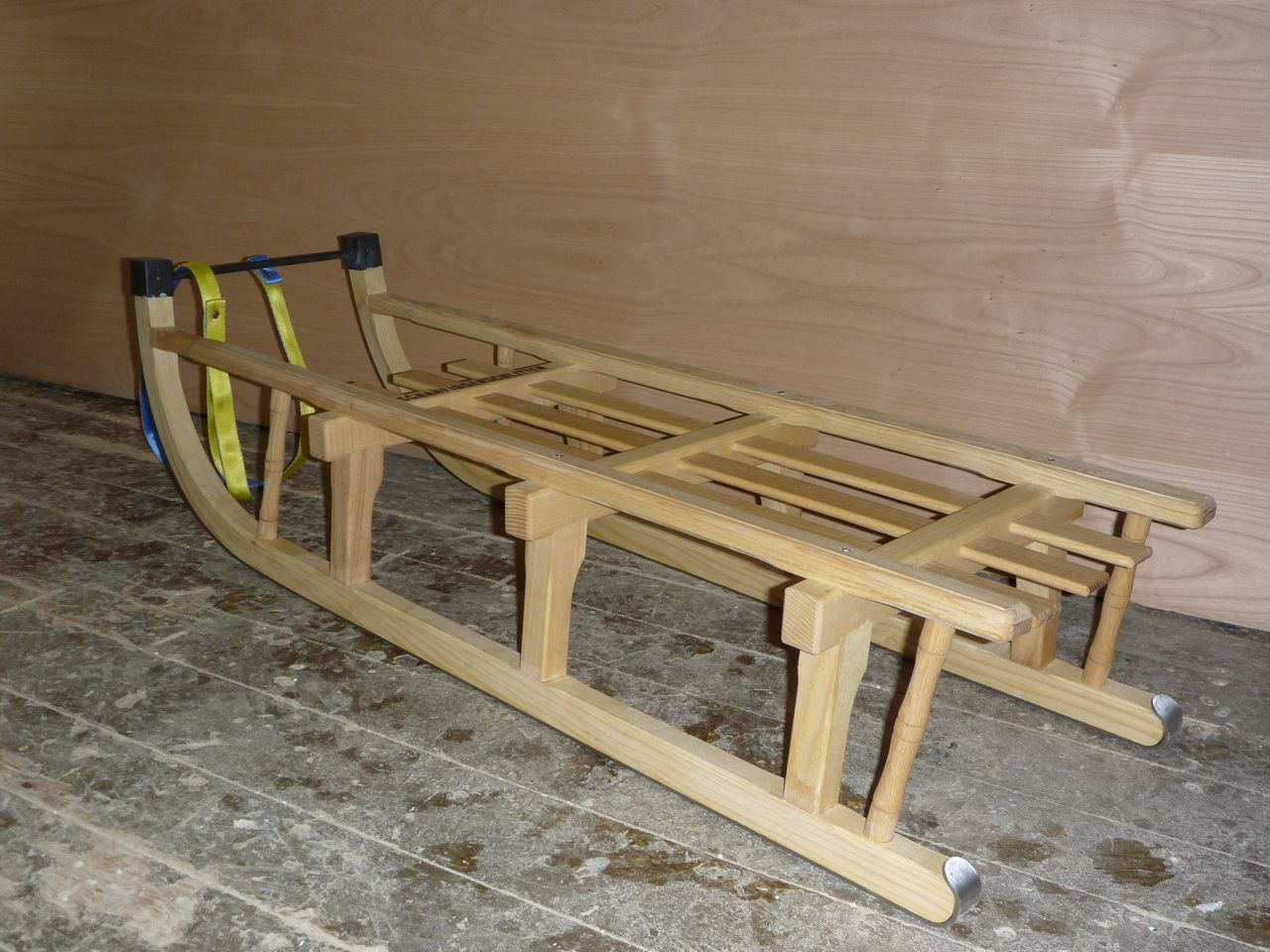
Aroser bzw. Schanfigger Schlitten

Der Aroser Schlitten ist eine traditionelle, handgefertigte Schweizer Holzschlittenart im gehobenen Preissegment, die hauptsächlich in Arosa und dem Schanfigg produziert und zu Freizeit- und Sportzwecken auf Schnee verwendet wird.

## Geschichtliches
Der Aroser Schlitten entwickelte sich aus dem sogenannten „Allemann-Schlitten“ des Klosterser Wagners, Bergführers und Erfinders Peter Allemann. Der Allemann-Schlitten seinerseits hatte den ursprünglichen einheimischen Heu- und Transportschlitten zum Vorbild; es handelte sich dabei jedoch um eine wesentlich kleinere und leichtere Geräteart, die mit Eisenkufen versehen wurde und spezifisch auf den Freizeitsport zugeschnitten war. Die Allemann-Schlitten waren in Arosa zu Beginn des 20. Jahrhunderts die hauptsächlich verwendete Schlittenart.
Der Aroser Thomas Hermann nahm um 1920 einige wesentliche Veränderungen am Allemann-Schlitten vor und begann mit der Serienproduktion seiner nunmehr Aroser Schlitten genannten Geräte. Die Rodel fanden rasch Verbreitung und wurden von Einheimischen und Wintersportgästen zunehmend auch bei Schlittelrennen eingesetzt. In den folgenden Jahrzehnten übernahmen weitere Aroser Schreinermeister die Produktion der Aroser Schlitten, eine Tradition, die sich bis Mitte der 1990er Jahre fortsetzte.

## Aufbau
Der Aroser Schlitten besteht traditionellerweise aus Eschenholz. Im Unterschied etwa zum Davoser Schlitten ist er massiger und qualitativ hochwertiger ausgelegt. Damit werden gute Gleit- und Steuereigenschaften sowie eine hohe Lebensdauer erreicht. Das Gerät besteht aus rund 25 Einzelteilen. Die beiden rund 3 cm breiten Kufen stehen leicht gegen aussen angewinkelt auf dem Boden, was die Spurtreue des Schlittens verbessert. Je sieben Schrauben fixieren die breiten und komplett flachen Eisenbeschläge auf den Kufen. Die drei Sitzlatten sind direkt in die Querstreben eingelassen, was eine Vertiefung des Sitzes gegenüber den beiden Längsholmen und damit eine festere Sitzposition ergibt. Am vorderen Ende stabilisiert das feste Zugeisen die beiden Streben, die bei den älteren Exemplaren zusätzlich mittels Winkeleisen mit den Kufen verschraubt und somit gegen Aufprallbeschädigungen gesichert sind.
Den Aroser Schlitten gibt es als Ein- und als Doppelsitzer. Er ist je nach Version bis zu 122 cm lang und seine Sitzfläche liegt rund 20 cm über Boden. Das Gewicht beträgt zwischen 6 und 7,5 kg. Die Geräte sind in der Regel nummeriert was sowohl einer gewissen Exklusivität als auch dem Diebstahlschutz beziehungsweise der Wiedererkennbarkeit dient. Die Bezeichnung „Aroser Schlitten“ ist geschützt, was unkontrollierte Nachahmerei sowie teilweise billige und qualitativ minderwertige Auslandsproduktionen, wie beispielsweise beim Davoser Schlitten, verhindert hat.

## Produktion und Verfügbarkeit
Mit der Schliessung der Aroser Schreinerei, die den Bau dieser speziellen Schlittenart als letzte noch beherrschte, drohte dem Aroser Schlitten um 1995 das Aus. Ein tamilischer Flüchtling, der bei diesem Betrieb zuvor noch eine Arbeitsstelle gefunden hatte, entschloss sich ein paar Jahre später, die brachliegende Produktion der Aroser Schlitten wieder aufzunehmen. In seiner Werkstatt in Peist werden seither wieder handgefertigte Geräte produziert und nunmehr – aus rechtlichen Gründen – unter der Bezeichnung „Schanfigger Schlitten“ auf Bestellung verkauft. Die jährliche Produktion liegt zwischen 40 und 50 Stück, der Preis beträgt je nach Modell zwischen CHF 420 und 490. Ältere Exemplare mit Produktionsort Arosa sind heute nur noch schwierig und zu entsprechend hohen Preisen zu finden.